# Universal Rating System
Das Universal Rating System (kurz URS) ist ein Wertungssystem im Schach, um die Spielstärke einzelner Spieler zu vergleichen.
Es wurde von Mark Glickman und Jeff Sonas entwickelt und für die Qualifikation und die Setztabelle der Grand Chess Tour 2017 zum ersten Mal verwendet. Der Hauptunterschied zur aktuell von der FIDE verwendeten Elo-Zahl ist die Kombination aller drei Zeitformen (Klassisch, Schnellschach und Blitz) in einer einzigen Wertung. Bisher hat die FIDE dazu drei Elo-Zahlen geführt.
Die erste Wertungsliste wurde im Januar 2017 nach zwei Jahren der Forschung veröffentlicht. Monatliche Listen wurden rückwirkend bis zum August 2016 errechnet.